# Бомба Андрій Ярославович
Андрій Ярославович Бомба (нар. 5 березня 1949, с. Голошинці, Підволочиський район, Тернопільська область) — український учений у галузі математичного моделювання та обчислювальних методів. Доктор технічних наук, професор, академік АН вищої школи України за науковим відділенням інформатики та системного аналізу (2015).

## Біографія
Андрій Бомба народився 5 березня 1949 року в селі Голошинці Підволочиського району Тернопільської області Української РСР.
Закінчив механічно-математичний факультет Львівського державного університету імені Івана Франка за спеціальністю «математика» у 1972 році. Навчався в аспірантурі при Інституті математики Академії наук УРСР і докторантурі при Інституті кібернетики імені Віктора Глушкова НАН України.
Захистив кандидатську дисертацію на тему: «Асимптотичний метод розв’язання задач масопереносу розчинних речовин при фільтрації в пористих середовищах» (1984) та докторську дисертацію на тему: «Математичне моделювання нелінійних збурень процесів типу «фільтрація-конвекція-дифузія» з післядією» (2005).
Обіймав посади асистента, викладача, старшого викладача, доцента, завідувача кафедри інформатики та прикладної математики, професора Рівненського державного гуманітарного університету.
Займаючись науковими проєктами, перебував на посадах інженера, молодшого та старшого наукового співробітника, керував багатьма державними та держбюджетними темами.
Доцент кафедри математичного аналізу (1987), професор кафедри інформатики та прикладної математики (2006), професор кафедри комп'ютерних наук та прикладної математики Національного університету водного господарства та природокористування (2019).
Організатор міжнародних конференцій «Сучасні проблеми математичного моделювання та обчислювальних методів» у місті Рівне (2013, 2015), «Mathematics for life scienses» у 2015 році.

## Членство
- Голова Рівненського осередку Українського математичного товариства;
- Дійсний член Наукового товариства імені Шевченка;
- Академік Української нафтогазової академії;
- Член спеціалізованих вчених рад по захисту дисертацій при Тернопільському національному технічному університеті імені Івана Пулюя;
- Член експертних рад МОН України;

## Наукова діяльність
Автор та співавтор біля 550 наукових праць, з яких десять монографій, близько 300 статей (з них біля 40 — індексуються в Scopus/WoS) та понад 200 матеріалів та тез доповідей на міжнародних, всеукраїнських, регіональних конференціях і семінарах. Опублікував 3 патенти та 2 свідоцтва про реєстрацію авторських прав на твір. Індекс Гірша — 7, згідно Scopus. Опублікував підручник та низку методичних матеріалів для студентів та учнів спеціалізованих класів (на допомогу вчителям та учням при підготовці до олімпіад з математики та інформатики). Підготував 14 кандидатів наук та 2 доктори наук. Засновник та відповідальний, а згодом головний редактор збірника наукових праць «Волинський математичний вісник. Серія прикладна математика», що упродовж 20 років виходив у Рівному.
Основні прочитані курси:
- Рівняння математичної фізики;
- Комплексний аналіз;
- Методи ідентифікації;
- Некоректні задачі;
- Математичне та комп’ютерне моделювання природних та техногенних процесів;
- Методи комплексного аналізу і теорії збурень;
- Методологія наукових досліджень;
- Проблеми оптимізації і керування процесами та системами.

Член редакції науково-технічного журналу «Розвідка та розробка нафтових і газових родовищ» та «Journal of Hydrocarbon Power Engineering» (Івано-Франківський національний технічний університет нафти і газу), а також збірників наукових праць:
- Комп'ютерні технології друкарства;
- Вісник Національного університету водного господарства та природокористування;
- Zeszyty naukowe scientific journal: Modeling dynamical systems (Bydgoszcz, Universytet technologiczno-przyrodniczy im. Jana i Jerzeja sniadeckich w Bydgoszczy);
- Розвідка та розробка нафтових і газових родовищ;
- Journal of Hydrocarbon Power Engineering (Івано-Франківський національний технічний університет нафти і газу).

### Монографії
- Бомба А.Я. Нелінійні математичні моделі процесів геогідродинаміки / А.Я. Бомба, В.М. Булавацький, В.В. Скопецький – К.: Наукова думка, 2007. – 308 с.
- Бомба А.Я. Нелінійні сингулярно збурені задачі типу «конвекція-дифузія» / А.Я. Бомба, С.В. Барановський, І.М. Присяжнюк – Рівне:НУВГП, 2008. – 252 с.
- Бомба А.Я. Нелінійні задачі типу фільтрація-конвекція-дифузія-масообмін за умов неповних даних: монографія / А.Я. Бомба, В.І. Гаврилюк, А.П. Сафоник, О.А. Фурсачик – Рівне: НУВГП, 2011. – 276 с.
- Бомба А. Я. Методи комплексного аналізу: Монографія / А. Я. Бомба, С. С. Каштан, Д. О. Пригорницький, С. В. Ярощак – Рівне: НУВГП, 2013. – 415 с.
- Бомба А.Я. Математичне моделювання просторових сингулярно-збурених процесів типу фільтрація-конвекціядифузія: монографія / А.Я. Бомба, Ю.Є. Климюк – Рівне: «Ассоль», 2016. – 273 с.
- Бомба А.Я. Моделювання фільтраційних процесів у нафтогазових пластах числовими методами квазіконформних відображень / А.Я. Бомба, А.М. Сінчук, С.В. Ярощак – Рівне: «Ассоль», 2014. – 238 с.
- Бомба А.Я. Обчислювальні технології на основі методів комплексного аналізу та сумарних зображень / А.Я. Бомба, О.М. Гладка, А.П. Кузьменко – Рівне: «Ассоль», 2016. – 283 с.
- Бомба А.Я., Бойчура М. В. Методи комплексного аналізу в задачах ідентифікації: монографія / А.Я. Бомба, М. В. Бойчура – Рівне: НУВГП, 2020. – 188 с.

### Підручники
- Барановський С.В., Кузьменко А.П. Навчально-методичний посібник для самостійного вивчення дисципліни «Рівняння математичної фізики». Рівне: МЕГУ–РДГУ, 2006. – 234 с.

## Нагороди
- Нагрудний знак МОН України «Відмінник освіти» (2009);
- Грамота Президії Верховної Ради України (2015);
- Подяка Західного наукового центру НАН України та МОН України (2013, 2019);
- Різні відзнаки МОН України, Рівненської держадміністрації та обласної ради тощо.